# Ren Hayakawa
Ren Hayakawa (en japonés: 早川漣, Hayakawa Ren; nacida Eom Hye-Ryeon, en coreano: 엄혜련, Anyang, Corea del Sur, 24 de agosto de 1987) es una deportista japonesa de origen surcoreano que compitió en tiro con arco, en la modalidad de arco recurvo. Su hermana Nami compitió en el mismo deporte.
Participó en dos Juegos Olímpicos de Verano, obteniendo una medalla de bronce en la prueba de equipo (junto con Miki Kanie y Kaori Kawanaka), y el quinto lugar en Tokio 2020, en la misma prueba.

## Palmarés internacional
| Juegos Olímpicos | Juegos Olímpicos      | Juegos Olímpicos  | Juegos Olímpicos |
| Año              | Lugar                 | Medalla           | Prueba           |
| ---------------- | --------------------- | ----------------- | ---------------- |
| 2012             | Londres (Reino Unido) | Medalla de bronce | Equipo           |